# Куцай
Куцай — гора-останец на Кавказе, в Петровском районе Ставропольского края. Является частью Прикалаусских высот.

## Географическое описание
Гора Куцай — это острог правобережных Прикалаусских высот, сложенный пластами неогеновых песчаников и известняков, залегающих на рыхлых светлых песках, подстилаемых пластами глины, и образованный эрозионными процессами.
Гора вытянута в северо-западном направлении на 3 километра. Ширина плоской вершины горы составляет в среднем 2 километра, заметно увеличиваясь на юге. Склоны горы Куцай круто обрываются на юго-запад, в сторону долины реки Калаус и озера Солёного, и на северо-восток.
В XIX веке, при активной застройке села Петровского, в северной части горы располагались каменные карьеры. Песчаники и известняки были вскрыты, и сарматские мелкозернистые пески вырвались наружу. Преобладающие в данном регионе восточные сухие ветры привели песок в движение и образовали несвойственную данной местности песчаную пустыню. В этой маленькой пустыне как и в больших собратьях есть кочующие барханы.
Из неё бьют родники, образующие балки:
- Карамык.
- Балка Кисличанская.
- родники хутора Солёное озеро.

Абсолютная высота горы Куцай — 302 метра. С горы в хороший, ясный день открывается вид на Главный Кавказский хребет и Эльбрус.

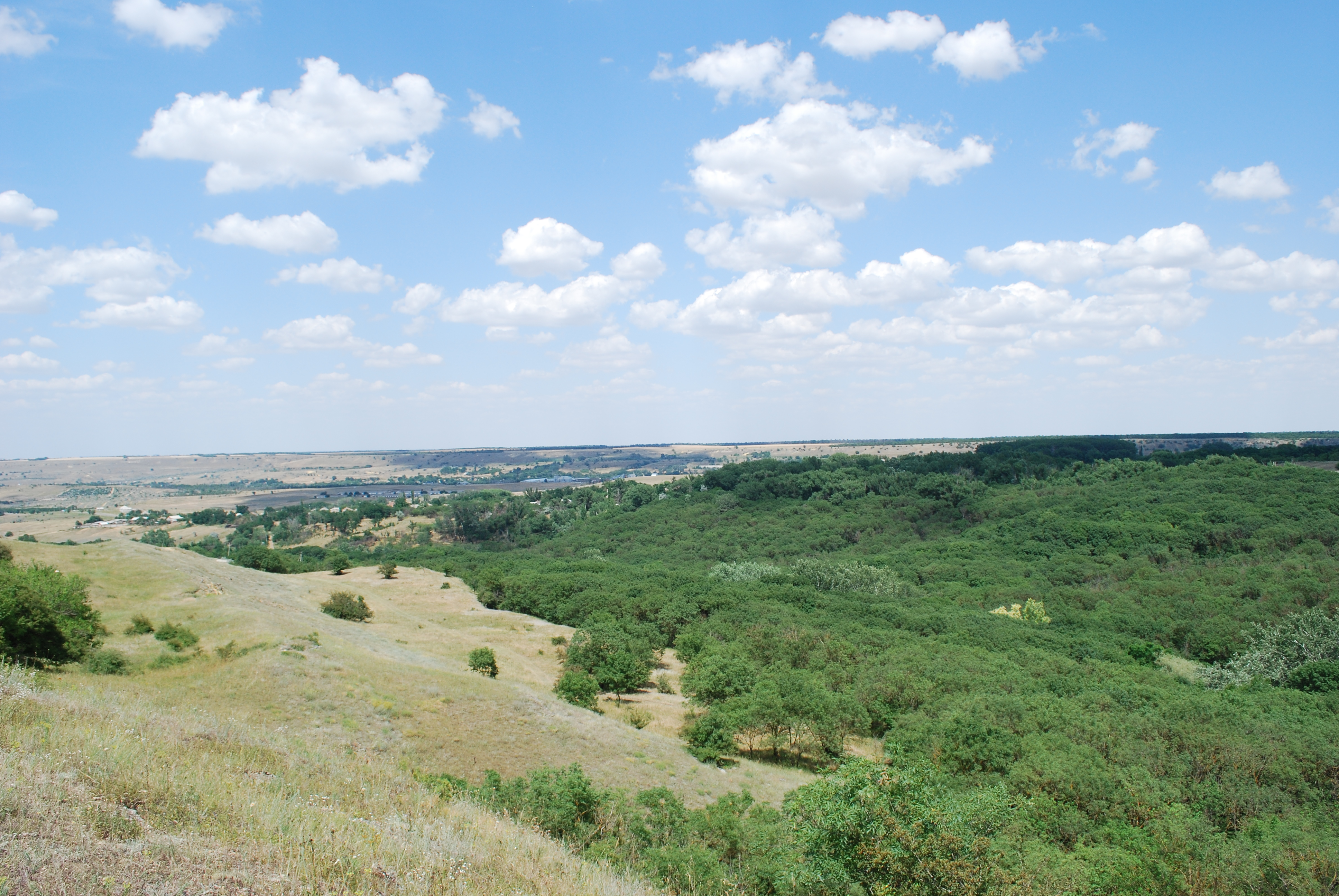
Микрорайон Долгое города Светлограда вид с горы Куцай

## Название
По мнению ставропольского краеведа В. Л. Гаазова, название горе было дано в 1750-х годах в честь одного из первопоселенцев города — отшельника Куцего (Куцаго), который жил в шалаше на горе.

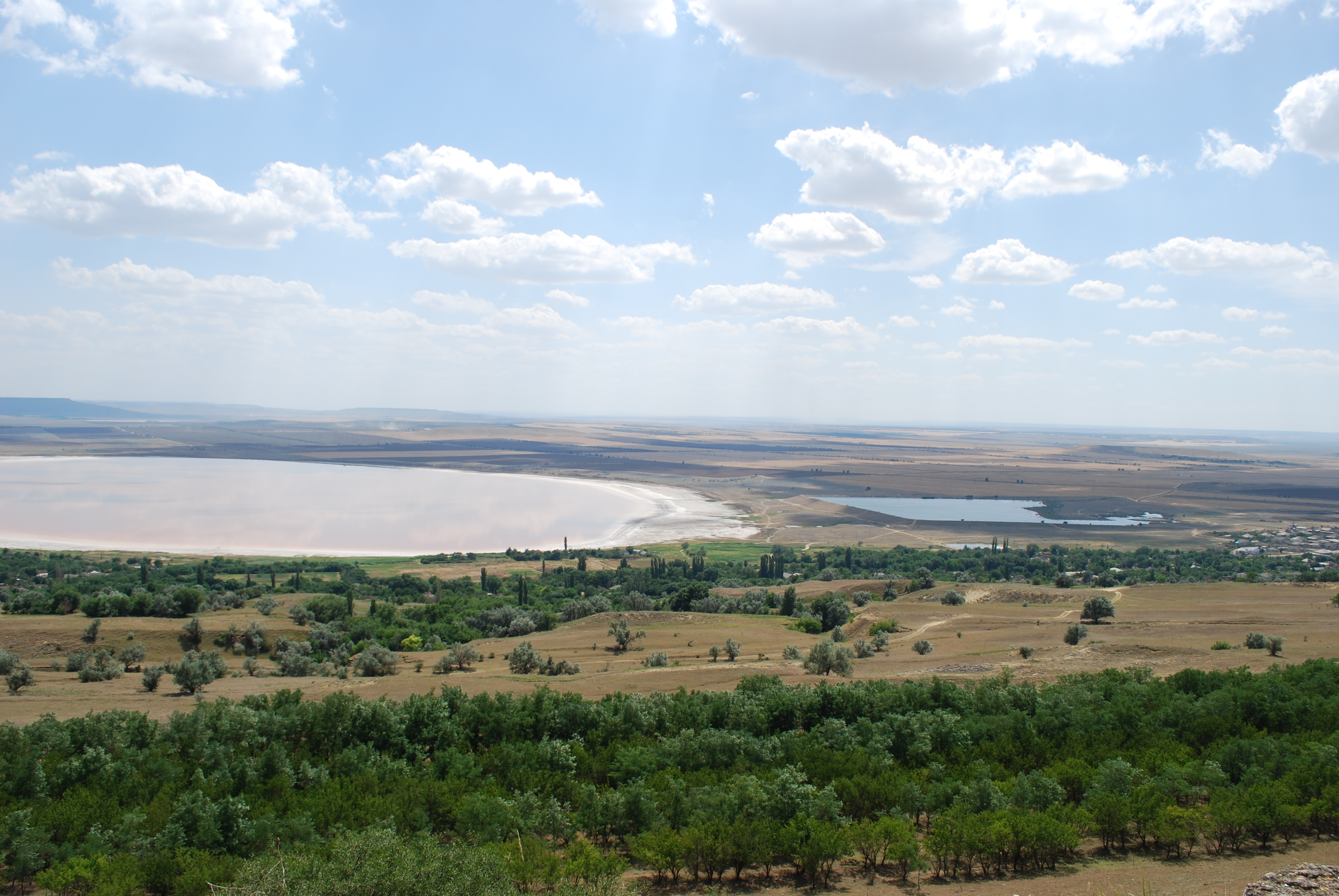
Хутор Соленое озеро вид с горы Куцай

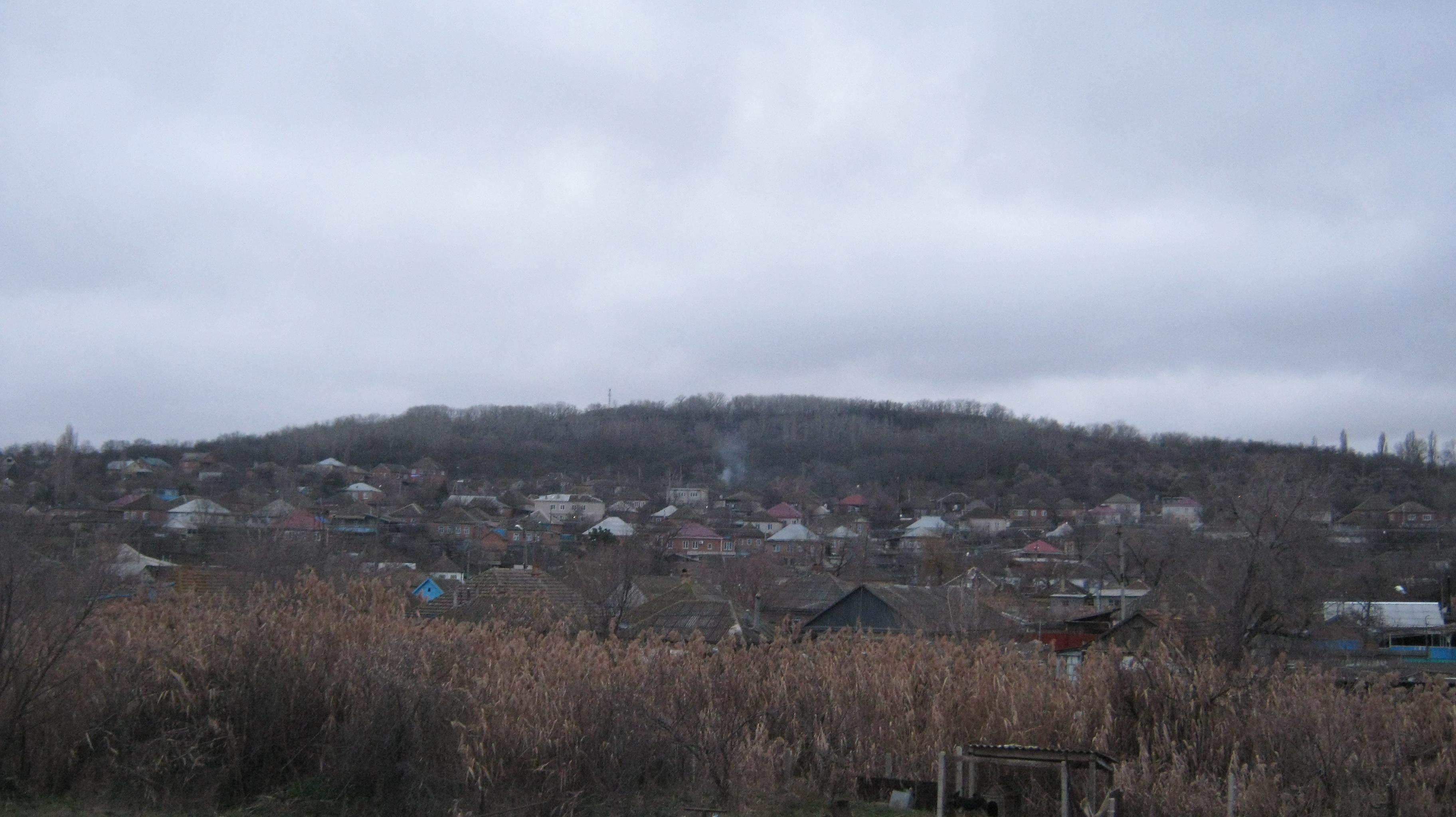
Вид с улицы Кавказской на гору Куцай

## Растительность и животный мир
Растительный и животный мир не отличается от остальных прикалаусских высот. На горе живут заяц русак, кроты, ежи. До гражданской войны из деревьев преобладали дубы, которые были впоследствии срублены солдатами. В маленькой пустыне на вершине горы произрастает красноствольный кустарник — шелюга.

## Геология
В нескольких местах на горе встречаются и крупнозернистые пески в которых можно найти ископаемые остатки древнейших животных — кости дельфинов, носорогов, мелких грызунов и осетровых рыб. Вероятно в прошлом здесь был мелкий залив древнего сарматского моря.
Конкреции
На вершине горы в пустынной его части есть известняково-песчаные конкреции (Строматолиты). Они представляют собой песок, сцементированный известью и имеющий светло-коричневую окраску. Иногда на них произрастают лишайники. Конкреции одновременно тверды и хрупки как стекло. Конкреции встречаются в северной песчаной части горы отдельными пятаками и тянутся на северо-восток в виде отдельного яруса длиной в 1,5 км.
Название наиболее известных:
- «Мельница», самая большая конкреция и достигала высоты 3,7 метра. Была разрушена в начале 1970-х годов прошлого века.
- «Этажерка».

## Освоение горы
Гора, в основном, состоит из песка. Склоны горы покрывают леса. На вершине находится песчаная пустыня, практически лишённая растительности. На горе находится телевизионная вышка, военная часть, а также три вышки операторов сотовой связи.
До революции склонами горы владела семья зажиточных крестьян Черноволенко. Они высадили здесь сад, который поливался из родников, которые в изобилии бьют из её склонов. Остатки этих садов можно встретить и поныне.
Город Светлоград все выше и выше поднимается по склонам горы к вершине, осваивая её плодородные земли.
Именем горы Куцай в Светлограде названы две улицы: улица Гора Куцай и улица Куцайская.
С 1970-х годов в крае ведётся борьба с песками. В связи с этим на пустынной вершине горы рассаживают сосны.
Также неоднократно высказывалось предложение создать на горе «Куцайский песчаный парк», как часть единой природоохранной зоны «Прикалусские высоты».